# Li Jinyu (pattinatrice)
Li Jinyu (cinese: 李靳宇; Heilongjiang, 30 gennaio 2001) è una pattinatrice di short track cinese, vincitore della medaglia d'argento ai Giochi olimpici invernali di Pyeongchang 2018 nel concorso dei 1500 metri.

## Biografia
All'età di diciassette anni ha rappresentato la Cina ai Giochi olimpici invernali di Pyeongchang 2018 gareggiando nei 1000 metri, nei 1500 metri e nella staffetta 3000 metri. Nel concorso dei 1500 metri ha vinto la medeagli d'argento, chiudendo la gara alle spalle della sudcoreana Choi Min-jeong. Con le compagne di nazionale Fan Kexin, Qu Chunyu e Zhou Yangcon ha superato il turno eliminatorio e si è qualificata per la finale A della staffetta 3000 metri. In finale, le cinesi hanno concluso al secondo posto alle spalle della Corea del Sud, ma non hanno ottenuto la medaglia perché sono state squalificate per aver danneggiato altre concorrenti.
Ai mondiali di Montréal 2018 si è confermata su alti livelli, vincendo tre medaglie: l'argento nei 3000 metri, concludendo alle spalle della sudcoreana Choi Min-jeong e il bronzo nei 1000 metri e nella classifica generale.

## Palmarès
- Olimpiadi

Pyeongchang 2018: argento nei 1500 m
- Mondiali

Montréal 2018: argento nei 1000 m; bronzo nei 1000 m; bronzo nella classifica generale;
- Mondiali junior

Montréal 2019: oro nei 1000 m; bronzo nei 1500 m;